# Banbhore
Banbhore hoặc Bhambore (tiếng Urdu: بنبهور), là một thành phố cổ có niên đại từ thế kỷ thứ 1 trước Công nguyên ở Sindh, Pakistan. Những tàn tích của thành phố nằm trên Quốc lộ N-5, phía đông của Karachi. Nó bắt nguồn từ thời kỳ Scytho-Parthia và sau đó được kiểm soát bởi người Hồi giáo từ thế kỷ 8 đến thế kỷ 13, sau đó nó bị bỏ hoang. Phần còn lại của một trong những nhà thờ Hồi giáo được biết đến sớm nhất trong khu vực có niên đại từ năm 727 vẫn được bảo tồn trong thành phố. Năm 2004, Cục Khảo cổ học và Bảo tàng Pakistan đã đề nghị UNESCO công nhận di chỉ là Di sản Thế giới.

## Di sản và tầm quan trọng ở Sindh
Vào ngày 23 tháng 4 năm 2014, chính quyền Sindh đã thông báo thành lập một khu vực mới (gồm Thatta, Badin và Sujawal) với tên Khu vực Banbhore để làm nổi bật tầm quan trọng lịch sử của khu vực.

## Vị trí
Banbhore nằm ở bờ bắc của sông Gharo, cách phía đông Karachi khoảng 65 kilômét (40 mi) ở quận Thatta, Sindh, Pakistan. Di tích nằm trên Quốc lộ N-5 giữa Dhabeji và Gharo.

## Lịch sử

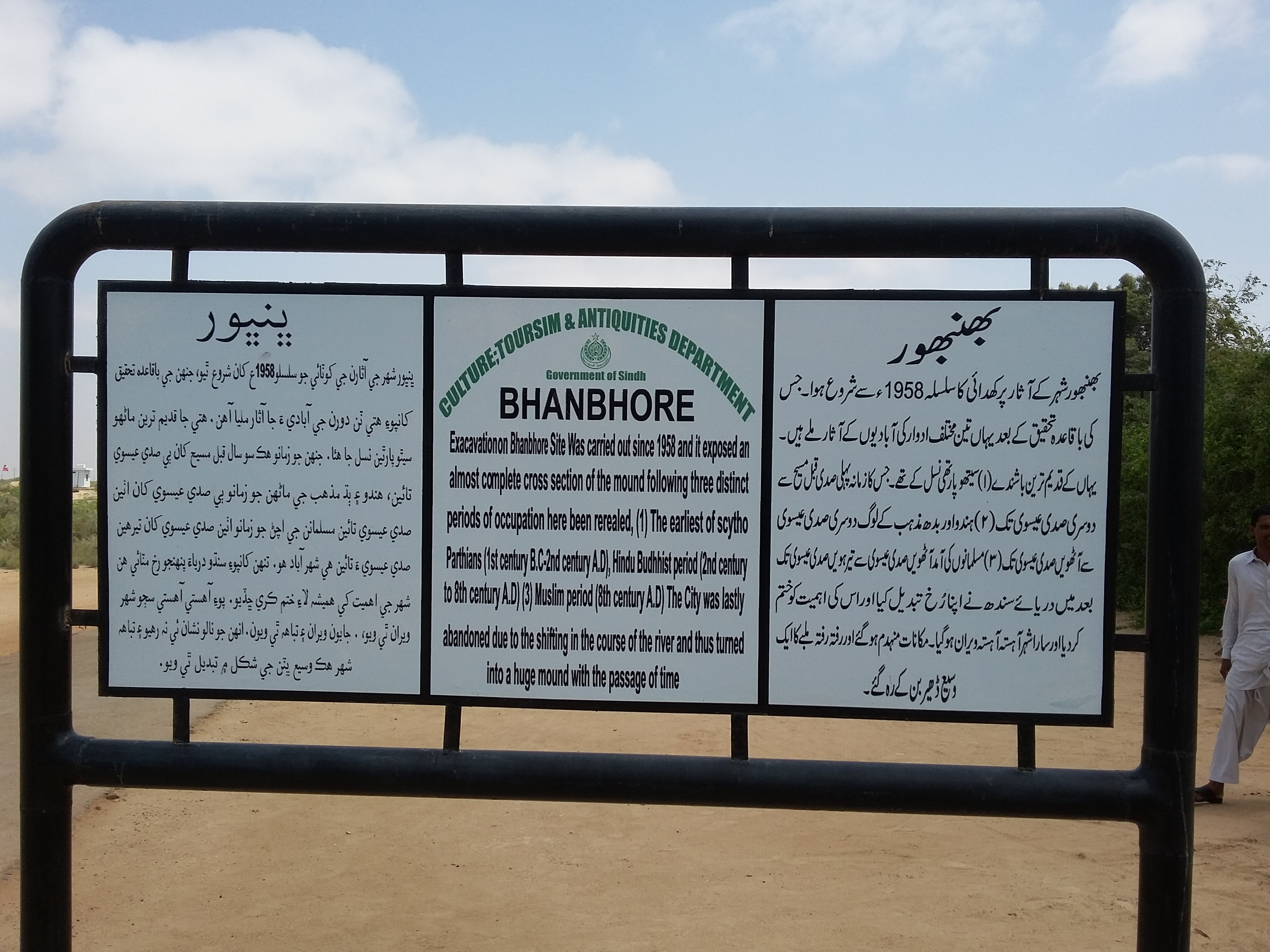
Lịch sử của Banbhore

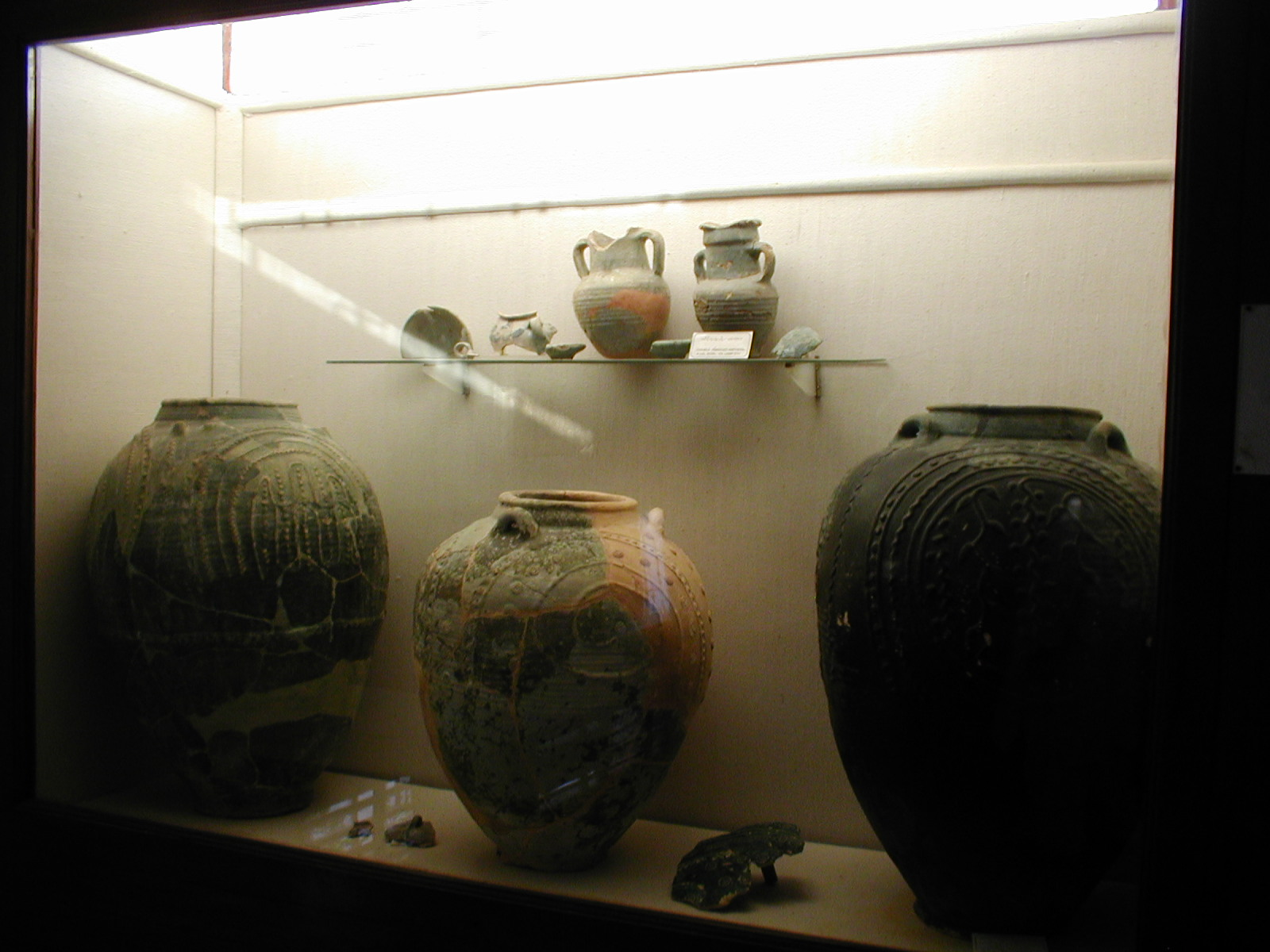
Các hiện vật được phát hiện tại Banbhore ở Bảo tàng Banbhore

Thành phố Banbhore có niên đại từ thế kỷ thứ 1 trước Công nguyên đến thế kỷ 13. Các ghi chép khảo cổ cho thấy tàn dư của ba giai đoạn khác nhau trên địa điểm: Scythia-Parthia (thế kỷ thứ 1 TCN đến thế kỷ thứ 2 sau Công nguyên), Hindu-Phật giáo (từ thế kỷ thứ 2 đến thế kỷ 8) và Hồi giáo đầu thế kỷ thứ 8 đến thế kỷ thứ 13. Thành phố dần dần bị bỏ hoang sau thế kỷ 13 do sự thay đổi của sông Ấn.
Một số nhà khảo cổ học và sử gia cho rằng Banbhore là thành phố lịch sử của Debal, nơi mà vị tướng Ả Rập Muhammad bin Qasim đã chinh phục vào năm 711–712 sau khi đánh bại Raja Dahir, người cai trị Hindu giáo cuối cùng của Sindh. Tuy nhiên, việc xác định này vẫn chưa được xác nhận, mặc dù nhiều công trình nghiên cứu và khai quật đã được thực hiện để liên kết hai thành phố. Các cuộc khai quật sơ bộ trong khu vực lần đầu tiên được thực hiện bởi Ramesh Chandra Majumdar vào năm 1928 và sau đó là Leslie Alcock vào năm 1951. Nhà khảo cổ học Pakistan, tiến sĩ F.A. Khan đã tiến hành các nghiên cứu và khai quật rộng rãi tại khu vực này từ 1958 đến 1965. Vào tháng 3 năm 2012, Sở Văn hóa Chính phủ Sindh đã tổ chức Hội nghị quốc tế đầu tiên về Banbhore, nơi các chuyên gia và nhà khảo cổ khác nhau trình bày nghiên cứu của họ về di tích này.
Banbhore cũng có thể được gọi là Barbari hoặc Barbaricon qua nhiều thế kỷ, nhưng chưa được chứng minh rằng những thành phố lịch sử này là giống nhau.

## Tàn tích
Các phát hiện khảo cổ cho thấy thành phố bao gồm một khu vực khép kín được bao quanh bởi một bức tường đá và bùn. Thành trì được chia thành các phần phía đông và phía tây bởi một bức tường đá kiên cố ở trung tâm. Phần phía đông có tàn tích của một nhà thờ Hồi giáo với một dòng chữ khắc trên bia có niên đại từ năm 727, mười sáu năm sau cuộc chinh phục Sindh, cho thấy ví dụ được bảo tồn tốt nhất của các nhà thờ Hồi giáo sớm nhất trong khu vực. Phần còn lại của nhà thờ Hồi giáo được phát hiện vào năm 1960. Phần còn lại của nhà cửa, đường phố và các tòa nhà khác đã được tìm thấy cả trong và ngoài thành. Các tòa nhà bằng đá hiện đại từ ba giai đoạn cũng được phát hiện trong khu vực bao gồm một tòa nhà bằng đá có hình bán nguyệt, một ngôi đền Shiva từ thời kỳ Hindu và một nhà thờ Hồi giáo. Ba cổng vào thành cũng được phát hiện trong quá trình khai quật.

## Cảng Banbhore
Banbhore là một thành phố cảng thời trung cổ có được sự giàu có từ hàng gốm và kim loại nhập khẩu, một khu vực công nghiệp và thương mại. Thành phố có vị trí chiến lược ở cửa sông Ấn, kết nối nó với phần còn lại của đế chế Scytho-Parthia và các thương nhân quốc tế ở Ấn Độ Dương. Những phát hiện khảo cổ cho thấy một cấu trúc neo nửa chìm với nền tảng đá vững chắc, có thể đã được sử dụng cho tàu chở hàng. Tuy nhiên, cảng đã bị bỏ hoang khi sông Ấn thay đổi.

## Di sản thế giới
Cảng Banbhore đã được Bộ Khảo cổ học và Bảo tàng của Pakistan đệ trình để cho vào các di sản thế giới vào tháng 1 năm 2004. Nó hiện đang nằm trong danh sách dự kiến theo tiêu chí iv, v và vi của danh mục văn hóa.

## Hình ảnh

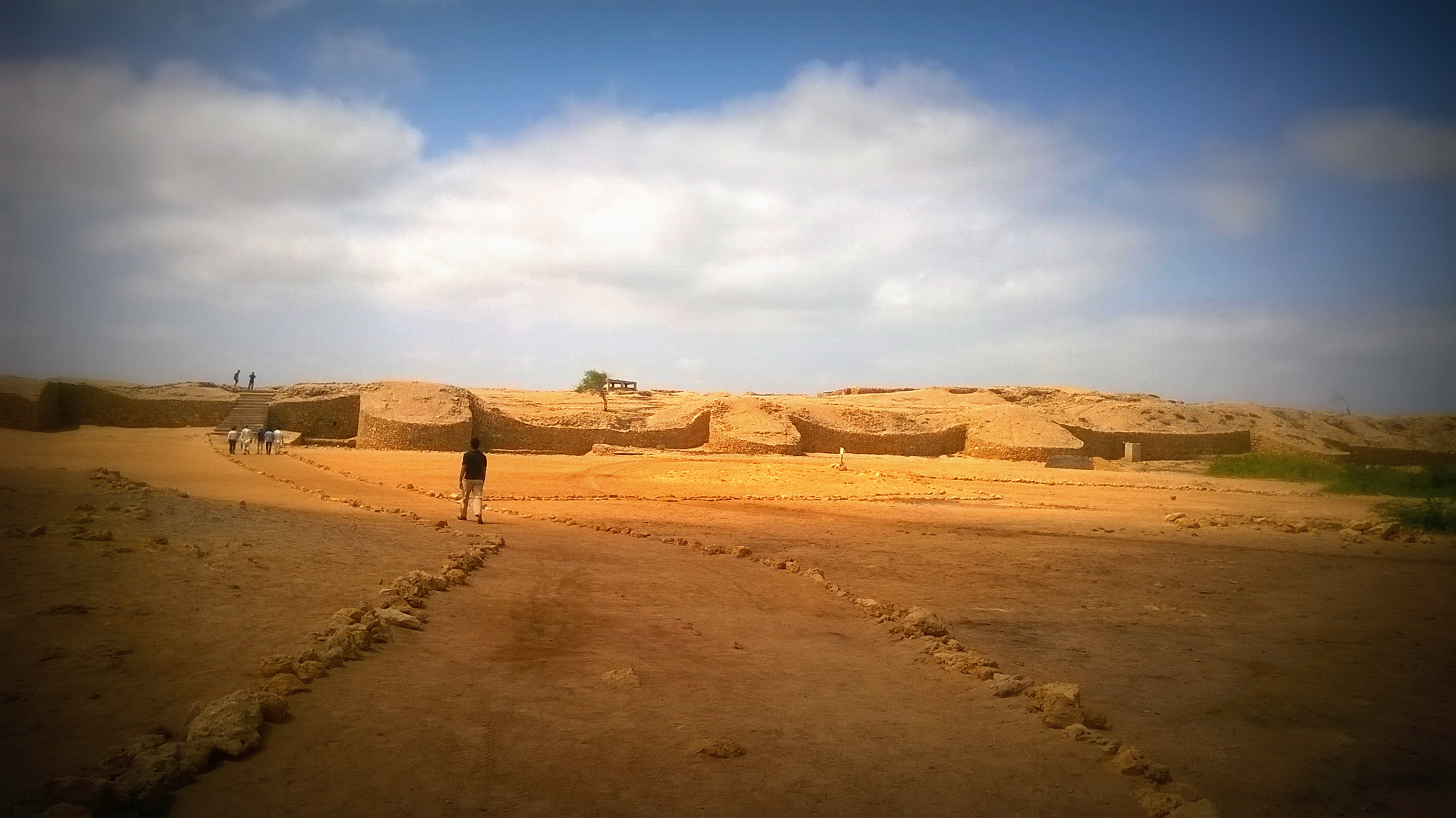
Bức tường phía bắc của Pháo đài Banbhore
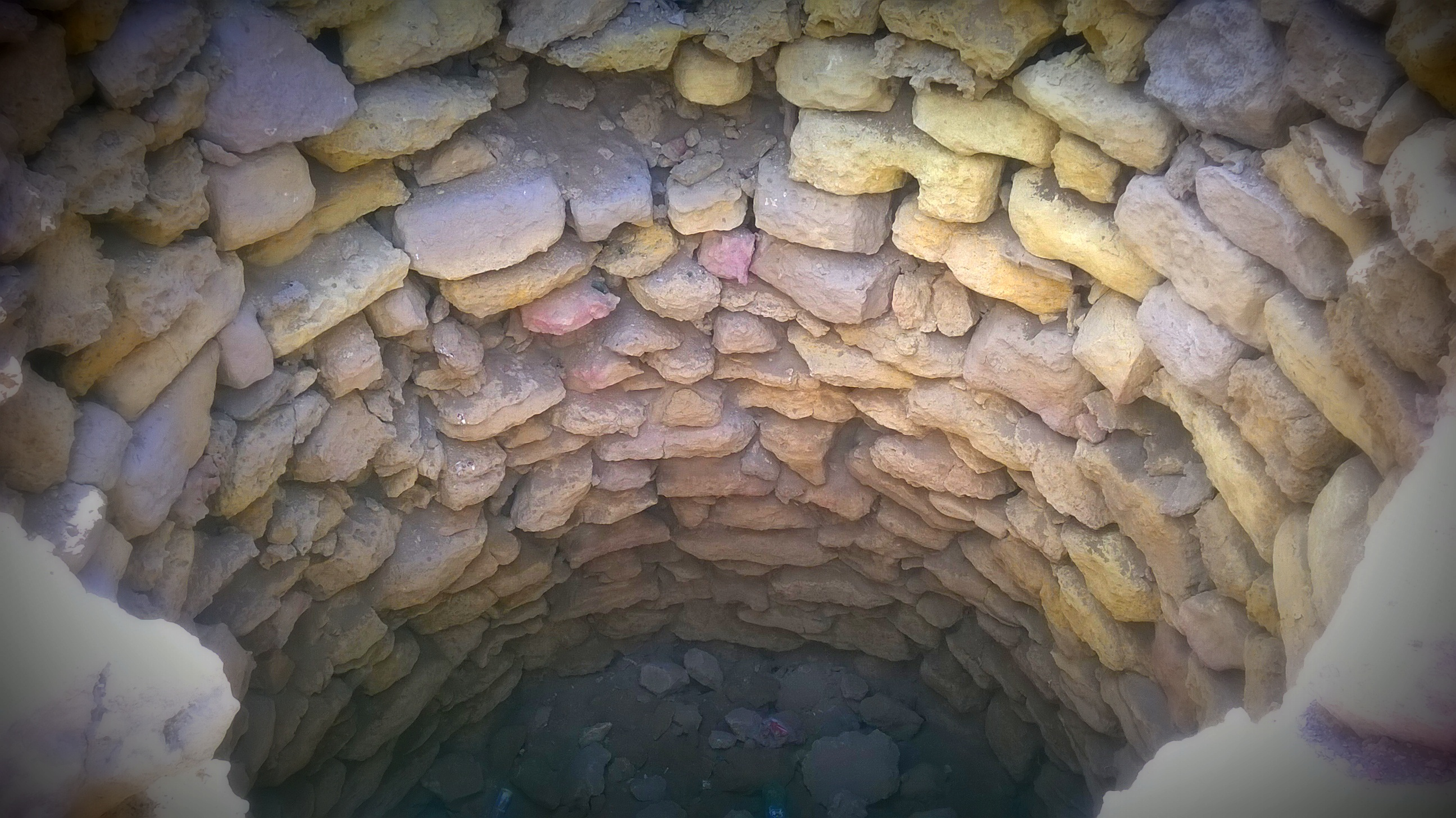
Một chiếc giếng cũ ở pháo đài Banbhore
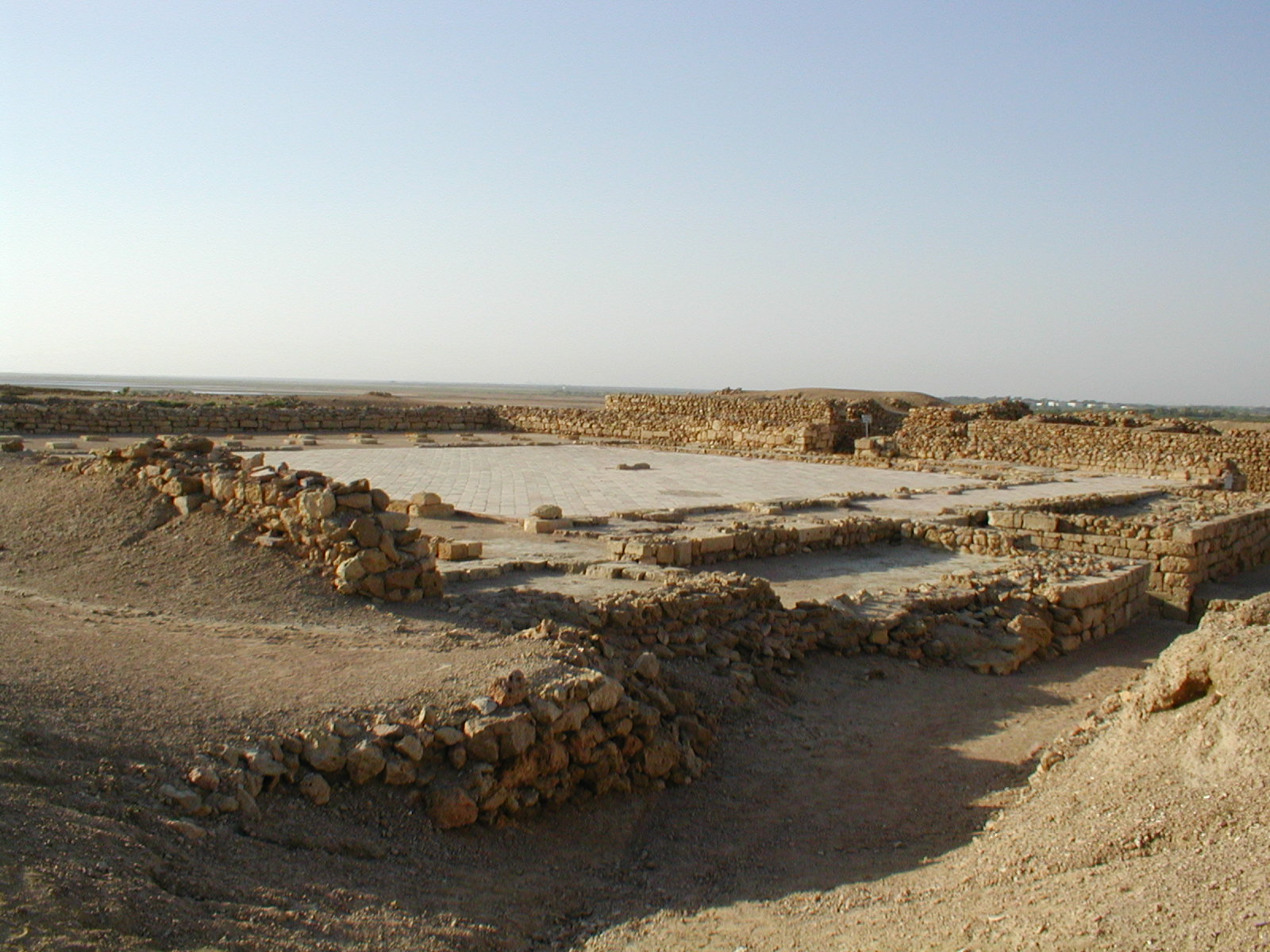
Sàn của nhà thờ Hồi giáo Banbhore có từ năm 727
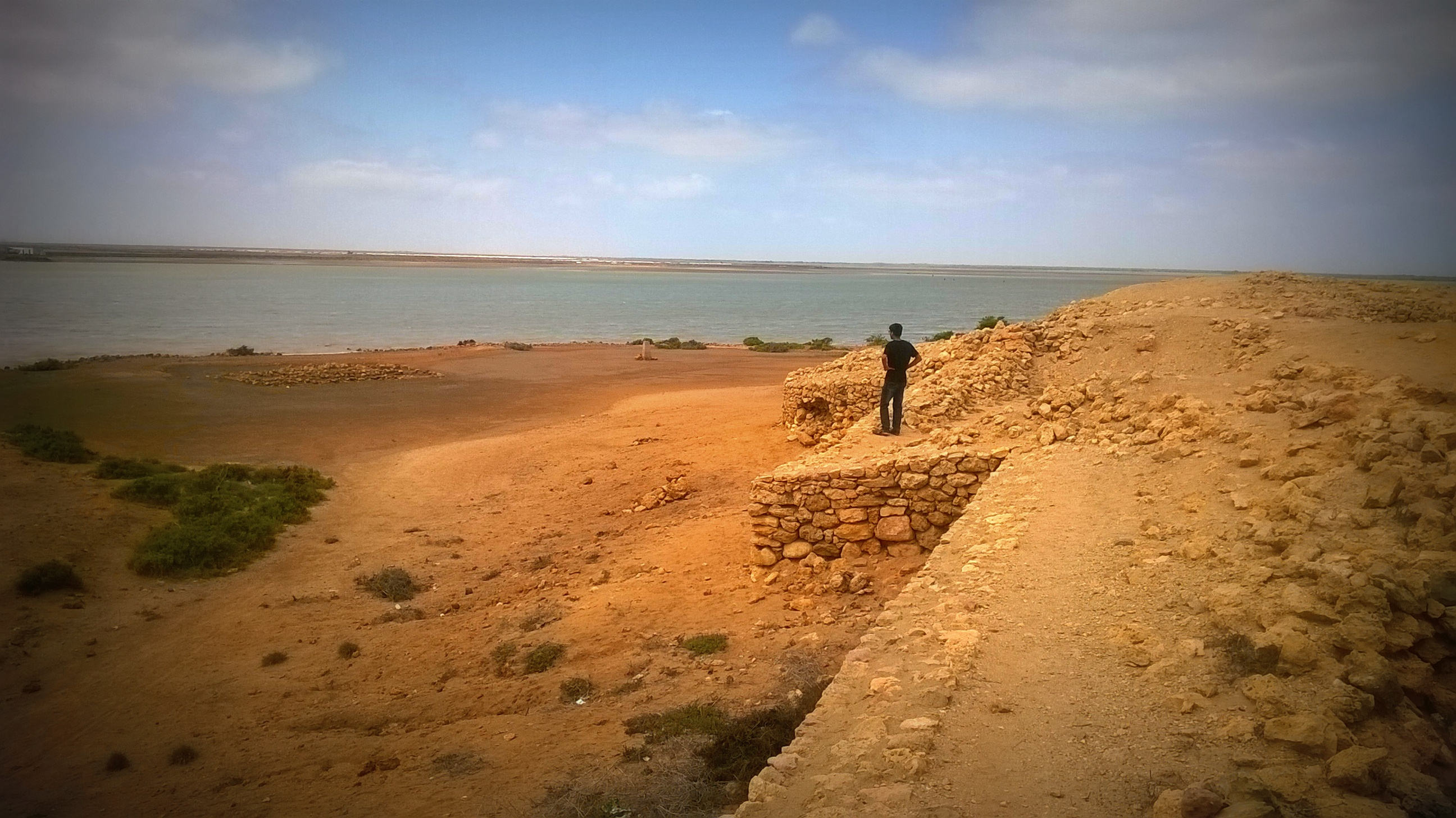
Bức tường phía Nam của Pháo đài Banbhore
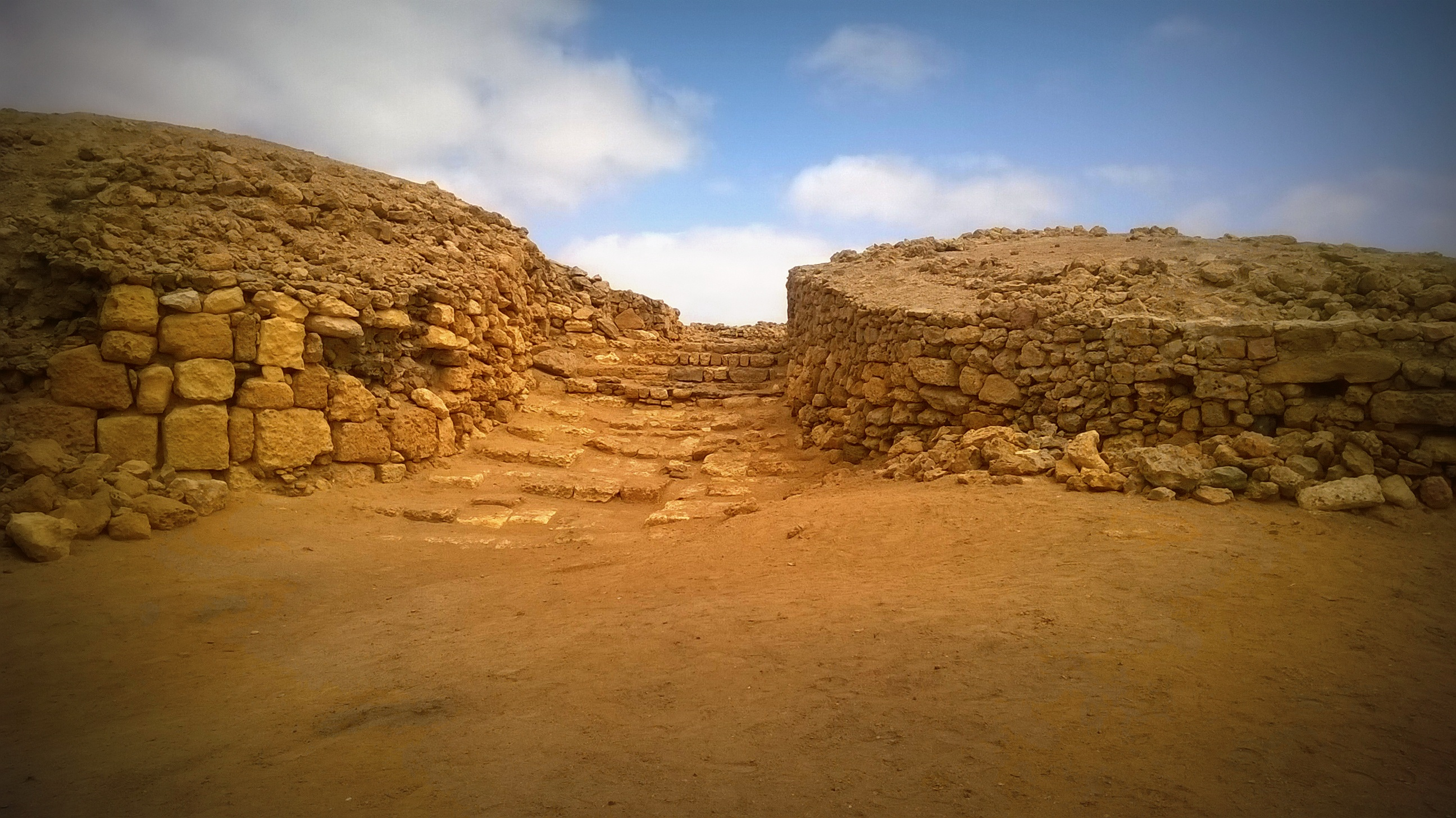
Cổng Nam của Pháo đài Bhanbore, nơi Muhammad bin Qasim tiến vào Pháo đài
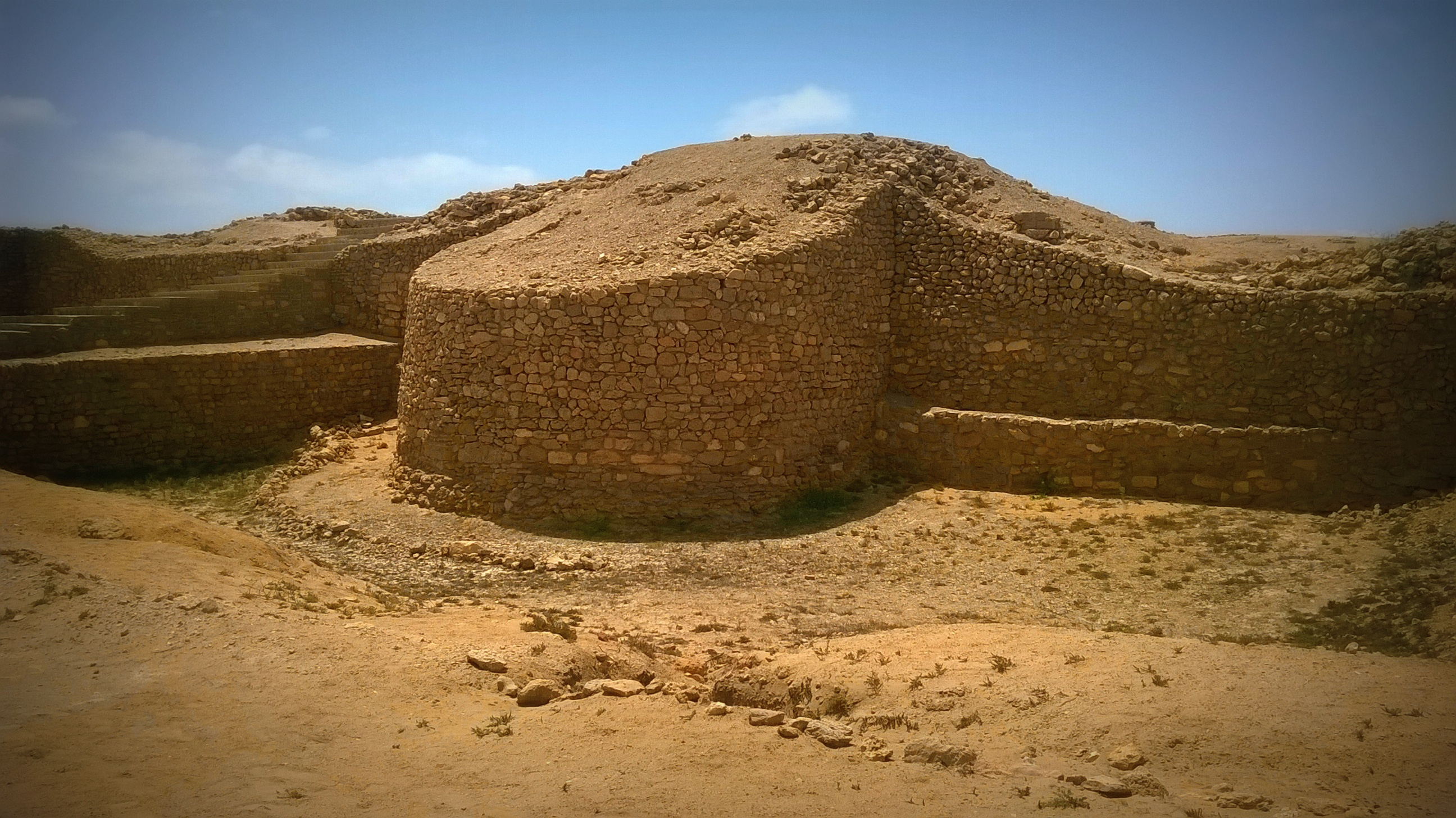
Tháp North Wall